# Femminile Juventus Torino
ASD Femminile Juventus Torino – włoski klub piłki nożnej kobiet, mający siedzibę w mieście Turyn, na północy kraju.

## Historia
Chronologia nazw:
- 1978: Girls Ball Torino Vernici Martino
- 1978: A.C.F. Vernici Martino
- 1980: A.C.F. Juventus Martino
- 1982: A.C.F. Juve Piemonte
- 1983: F.C.F. Elettrik Elcat Juve Piemonte
- 1984: F.C.F. Juventus Piemonte
- 1985: F.C.F. Juve
- 1986: A.C.F. Juventus Bastino
- 1987: F.C.F. Juventus
- 1997: Libertas Beinasco Juventus
- 1999: Football Club Femminile Juventus C.V.A.
- 2002: Football Club Femminile Juventus 1978
- 2006: A.S.D. Femminile Juventus Torino

Klub piłkarski  Girls Ball Torino Vernici Martino został założony w mieście Nichelino w 1978 roku. Wkrótce jednak klub przeniósł się do Turynu i został przemianowany na A.C.F. Vernici Martino. Najpierw zespół występował w rozrywkach lokalnych (Serie C). W 1980 przyjął nazwę i barwy klubu Juventus FC. Przez kolejne lata zmieniał nazwy od A.C.F. Juventus Martino aż do osiągnięcia w 1986 oznaczenia F.C.F. Juventus. Wcześniej w 1971 w mistrzostwach FFIGC inny Juventus z Turynu zajmował trzecie miejsce, a w mistrzostwach FICF Real Juventus zdobył złote medale, w 1972 i 1976 Juventus znów był trzecim.
W 1983 klub awansował do Serie B, a w 1984 do Serie A. W sezonie 1986/87 zajął 15.miejsce i spadł do Serie B, ale przez reorganizację systemu lig został przydzielony do Serie C. W 1989 wrócił do Serie B, a w 1991 do Serie A, ale dwa sezony później został zdegradowany do Serie B. W kolejnych sezonach zespół balansował pomiędzy Serie B i C.
W 2006 przyjął obecną nazwę A.S.D. Femminile Juventus Torino. W 2009 roku odbyła się fuzja z Real Canavese i rozpoczęła się budowa własnego systemu szkolenia młodzieży. Klub brał udział w Mistrzostwach Serii A2 aż do sezonu 2011-2012, a następnie przenieść z powrotem do Serie B w następnym sezonie. Po zakończeniu sezonu 2013/14 nie uzyskał licencji od FIGC - LND i został zdegradowany do mistrzostw regionalnych w Serie C. W 2016 powrócił do Serie B.

## Sukcesy

### Trofea międzynarodowe
Nie uczestniczył w rozgrywkach europejskich (stan na 01-01-2017).

### Trofea krajowe
- Serie A (I poziom):
  - 4.miejsce (1): 1985/86
- Serie B (II poziom):
  - mistrz (1): 1984 (grupa A)
  - wicemistrz (2): 1990/91 (grupa A), 2009/10 (grupa A)
- Puchar Włoch:
  - runda III - 1/8 finału (1): 2009/10

## Stadion
Klub rozgrywa swoje mecze domowe na stadionie Campo Sportivo Porte Gialle w Turynie, który może pomieścić 3000 widzów.